# Remigia nebuligera
Remigia nebuligera är en fjärilsart som beskrevs av Butler 1886. Remigia nebuligera ingår i släktet Remigia och familjen nattflyn. Inga underarter finns listade.